# イヴァンドロ・ボルジェス・サンチェス
イヴァンドロ・ボルジェス・サンチェス（ポルトガル語: Yvandro Borges Sanches、2004年5月24日 - ）は、ルクセンブルクとカーボベルデのサッカー選手。ルクセンブルク代表。ポジションはMFもしくはFW。

## クラブ歴
ラシンFCユニオン・ルクセンブルクの下部組織から2020年夏にボルシア・メンヒェングラートバッハの下部組織に移籍。翌年夏にFCバイエルン・ミュンヘンとの親善試合でトップチーム初出場を記録した。このシーズンはU-19チームでプレーした。
2022-23シーズンは開幕戦から各試合でベンチ入りをし、9月11日に行われたブンデスリーガ・SCフライブルク戦でナタン・ングムに代わって投入されてトップチームデビューを果たした。

## 代表歴
代表は一貫してルクセンブルクを選択し、2021年6月には17歳ながらU-21代表で初出場を記録した。
同年8月にはA代表にも招集され、9月4日に行われた2022 FIFAワールドカップ・ヨーロッパ予選グループAのセルビア代表戦でセバスティアン・ティルに替えて途中出場し17歳でA代表初出場を記録した。同月7日のカタール代表との親善試合ではスターティングメンバーに名を連ねて、31分に代表初得点を記録した。